# America the Beautiful Quarters

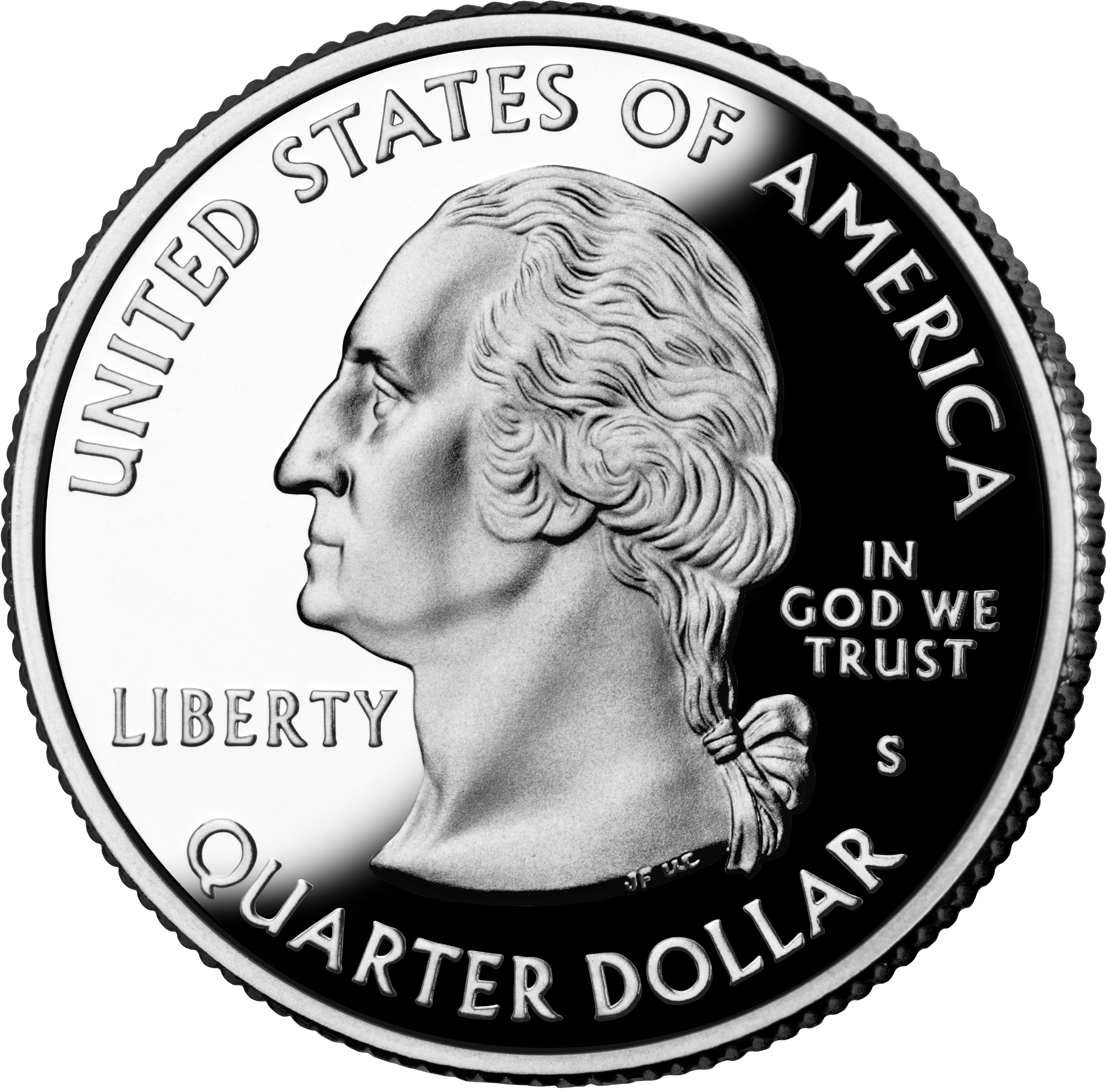
Dritto comune a tutte le monete.

L'America the Beautiful Quarters è una serie di pezzi da 25 centesimi di dollaro emessi dalla United States Mint a partire dal 2010 fino al 2021. Sul dritto di tutte le monete è presente George Washington in una versione rivista del ritratto originale utilizzato nel 1932 per i Washington Quarter. Ogni anno ci sono cinque nuovi progetti per i rovesci (uno solo nel 2021), ciascuno raffigurante un parco nazionale o un sito nazionale (uno per ogni stato, per il Distretto Federale e per ciascuno dei territori). Il programma è autorizzato dall'America's Beautiful National Parks Quarter Dollar Coin Act del 2008.

## Dettagli del programma di emissione
I quarti rappresentano parchi e siti nazionali nell'ordine in cui quel luogo è stato ritenuto sito nazionale. I quarti di tre diversi Stati raffigurano parchi o siti che sono stati raffigurati nel precedente programma di emissione 50 State Quarters. Essi sono: il Grand Canyon in Arizona, il Parco nazionale di Yosemite in California e il monte Rushmore nel Dakota del Sud. Anche se raffigurano gli stessi siti, i disegni sono diversi.
A cominciare dall'emissione di Porto Rico (foresta nazionale caraibica), la zecca degli Stati Uniti ha iniziato a vendere a campione rotoli di quaranta monete fior di conio e sacchetti da cento monete con il marchio della zecca di San Francisco. A partire da gennaio 2013 i dati di vendita iniziali della zecca hanno indicato che tra i 1,3 milioni e 1,6 milioni di ciascun disegno del 2012 era coniato dalla zecca di San Francisco, cifre prossime alla coniazione annunciata di 1,4 milioni di euro per ogni disegno. La vendita diretta di rotoli e sacchetti di fior di conio monete è continuata nel 2013 con la possibilità per il cliente di determinare la quantità di monete.
Il 10 dicembre 2010 hanno debuttato le monete da 5 once d'argento. Sono dotate di una finitura fior di conio e contengono il marchio di zecca "P" indicando che sono state prodotte presso lo stabilimento della zecca degli Stati Uniti a Filadelfia. Altre monete in metallo prezioso coniate a Filadelfia non contengono il marchio di zecca. Nel 2010 la US Mint ha prodotto queste monete in ritardo e nella quantità estremamente limitata di soli 27 000 esemplari. La zecca a quanto pare non ha avuto il tempo sufficiente di coniarle prima della fine dell'anno a causa di difficoltà di produzione iniziali. Ciò ha costretto la zecca a metterle in circolazione solo il 28 aprile 2011. La domanda è stata intensa già nelle prime ore di disponibilità con i collezionisti che hanno ordinato 19 000 esemplari nelle prime nove ore. Nel giro di due settimane, la zecca ha indicato un esaurimento di questi pezzi. Il prezzo di ogni moneta è determinato dal valore corrente dell'argento e nel 2010 erano vendute per $ 279,95. Molte emissioni successive hanno una quantità di conio ancora più bassa e valori più alti sul mercato secondario. Grazie a questo il valore delle monete è in continuo aumento nonostante il calo del prezzo dell'argento.

## Monete del programma di emissione
|  |

| #  | Istituzione committente       | Sito raffigurato                                                | Disegno | Descrizione | Data di emissione                                                                         | Ammontare emesso dalla zecca di Denver | Ammontare emesso dalla zecca di Filadelfia | Ammontare emesso dalla zecca di West Point | Totale dell'ammontare emesso |
| -- | ----------------------------- | --------------------------------------------------------------- | ------- | --- | ----------------------------------------------------------------------------------------- | -------------------------------------- | ------------------------------------------ | ------------------------------------------ | ---------------------------- |
| 1  | Arkansas                      | Hot Springs National Park                                       |         | Il quartier generale del parco con una fontana termale di fronte. | 19 aprile 2010                                                                            | 34 000                                 | 35 600 000                                 | -                                          | 69 600 000                   |
| 2  | Wyoming                       | Parco nazionale di Yellowstone                                  |         | Un bisonte e l'Old Faithful. | 1º giugno 2010                                                                            | 34 800 000                             | 33 600 000                                 | -                                          | 68 400 000                   |
| 3  | California                    | Parco nazionale di Yosemite                                     |         | El Capitan. | 26 luglio 2010                                                                            | 34 800 000                             | 35 200 000                                 | -                                          | 70 000                       |
| 4  | Arizona                       | Parco nazionale del Grand Canyon                                |         | Marble Canyon. | 20 settembre 2010                                                                         | 34 600 000                             | 34 800 000                                 | -                                          | 69 400 000                   |
| 5  | Oregon                        | Mt. Hood National Forest                                        |         | Il Lost Lake con il monte Hood in lontananza. | 15 novembre 2010                                                                          | 34 400 000                             | 34 400 000                                 | -                                          | 68 800 000                   |
| 6  | Pennsylvania                  | Gettysburg National Military Park                               |         | Il monumento al 72° Pennsylvania Infantry. | 24 gennaio 2011                                                                           | 30 800 000                             | 30 400 000                                 | -                                          | 61 200 000                   |
| 7  | Montana                       | Parco Nazionale di Glacier                                      |         | Una capra delle nevi con il monte Reynolds in lontananza. | 4 aprile 2011                                                                             | 31 200 000                             | 30 400 000                                 | -                                          | 61 600 000                   |
| 8  | Washington                    | Parco nazionale di Olympic                                      |         | Un wapiti di Roosevelt al fiume Hoh con il monte Olimpo in lontananza. | 13 giugno 2011                                                                            | 30 600 000                             | 30 400 000                                 | -                                          | 61 000                       |
| 9  | Mississippi                   | Vicksburg National Military Park                                |         | La USS Cairo sul fiume Yazoo. | 29 agosto 2011                                                                            | 33 400 000                             | 30 800 000                                 | -                                          | 64 200 000                   |
| 10 | Oklahoma                      | Chickasaw National Recreation Area                              |         | Il Lincoln Bridge. | 14 novembre 2011                                                                          | 69 400 000                             | 73 800 000                                 | -                                          | 143 200 000                  |
| 11 | Porto Rico                    | Foresta nazionale caraibica                                     |         | Un pappagallo portoricano e una raganella coqui. | 23 gennaio 2012                                                                           | 25 800 000                             | 25 000                                     | -                                          | 50 800 000                   |
| 12 | Nuovo Messico                 | Parco nazionale storico della cultura Chaco                     |         | Due kiva elevate che fanno parte del complesso di Chetro Ketl. | 2 aprile 2012                                                                             | 22 000                                 | 22 000                                     | -                                          | 44 000                       |
| 13 | Maine                         | Parco nazionale di Acadia                                       |         | Il faro di Bass Harbor Head. | 11 giugno 2012                                                                            | 21 606 000                             | 24 800 000                                 | -                                          | 46 406 000                   |
| 14 | Hawaii                        | Parco nazionale Vulcani delle Hawaii                            |         | Vista del Kīlauea. | 27 agosto 2012                                                                            | 78 600 000                             | 46 200 000                                 | -                                          | 124 800 000                  |
| 15 | Alaska                        | Parco nazionale di Denali                                       |         | Una bighorn bianco con il monte Denali sullo sfondo. | 5 novembre 2012                                                                           | 166 600 000                            | 135 400 000                                | -                                          | 302 000                      |
| 16 | New Hampshire                 | White Mountain National Forest                                  |         | Il monte Chocorua con alberi di betulla in primo piano. | 28 gennaio 2013                                                                           | 107 600 000                            | 68 800 000                                 | -                                          | 176 400 000                  |
| 17 | Ohio                          | Perry's Victory and International Peace Memorial                |         | La statua di Oliver Hazard Perry e la colonna del memoriale internazionale della pace. | 1º aprile 2013                                                                            | 131 600 000                            | 107 800 000                                | -                                          | 239 400 000                  |
| 18 | Nevada                        | Great Basin National Park                                       |         | Un pino dai coni setolosi. | 10 giugno 2013                                                                            | 141 400 000                            | 122 400 000                                | -                                          | 263 800 000                  |
| 19 | Maryland                      | Monumento nazionale di Forte McHenry                            |         | Fort McHenry sotto bombardamento. | 26 agosto 2013                                                                            | 151 400 000                            | 120 000                                    | -                                          | 271 400 000                  |
| 20 | Dakota del Sud                | Monumento nazionale del Monte Rushmore                          |         | Lavoratori che scolpiscono il memoriale nazionale del monte Rushmore. | 4 novembre 2013                                                                           | 272 400 000                            | 231 800 000                                | -                                          | 504 200 000                  |
| 21 | Tennessee                     | Parco nazionale di Great Smoky Mountains                        |         | Una capanna di tronchi nella foresta con un falco in volo. | 27 gennaio 2014                                                                           | 99 400 000                             | 73 200 000                                 | -                                          | 172 600 000                  |
| 22 | Virginia                      | Shenandoah National Park                                        |         | Un escursionista al vertice di Stony Man Trail. | 7 aprile 2014                                                                             | 197 800 000                            | 112 800 000                                | -                                          | 310 600 000                  |
| 23 | Utah                          | Parco nazionale degli Arches                                    |         | Delicate Arch con le montagne di La Sal in lontananza. | 9 giugno 2014                                                                             | 251 400 000                            | 214 200 000                                | -                                          | 465 600 000                  |
| 24 | Colorado                      | Great Sand Dunes National Park                                  |         | Un padre e un figlio che giocano sulle rive di un torrente, con le dune di sabbia e i monti Sangre de Cristo sullo sfondo. | 25 agosto 2014                                                                            | 171 800 000                            | 159 600 000                                | -                                          | 331 400 000                  |
| 25 | Florida                       | Parco nazionale delle Everglades                                |         | Un anhinga su un salice e una spatola rosata che guada l'acqua. | 3 novembre 2014                                                                           | 142 400 000                            | 157 601 200                                | -                                          | 300 001 200                  |
| 26 | Nebraska                      | Homestead National Monument of America                          |         | Una capanna di tronchi, due spighe di grano e una pompa d'acqua che rappresentano rifugio, cibo e acqua. | 9 febbraio 2015                                                                           | 248 600 000                            | 214 400 000                                | -                                          | 463 000                      |
| 27 | Louisiana                     | Kisatchie National Forest                                       |         | Un tacchino selvatico in volo sull'erba bluestem con dei pini a foglia lunga sullo sfondo. | 13 aprile 2015                                                                            | 379 600 000                            | 397 200 000                                | -                                          | 776 800 000                  |
| 28 | Carolina del Nord             | Blue Ridge Parkway                                              |         | Un breve tratto della Blue Ridge Parkway, con fiori di corniolo in primo piano. | 22 giugno 2015                                                                            | 505 200 000                            | 325 616 000                                | -                                          | 830 816 000                  |
| 29 | Delaware                      | Bombay Hook National Wildlife Refuge                            |         | Un grande airone blu con un airone bianco maggiore in una palude salata. | 14 settembre 2015                                                                         | 206 400 000                            | 275 000                                    | -                                          | 481 400 000                  |
| 30 | New York                      | Saratoga National Historical Park                               |         | Un primo piano di John Burgoyne che si arrende cedendo la sua spada a Horatio Gates | 16 novembre 2015                                                                          | 215 800 000                            | 223 000                                    | -                                          | 438 800 000                  |
| 31 | Illinois                      | Shawnee National Forest                                         |         | Camel Rock e vegetazione naturale con un falco dalla coda rossa in volo. | 1º febbraio 2016                                                                          | 151 800 000                            | 155 600 000                                | -                                          | 307 400 000                  |
| 32 | Kentucky                      | Cumberland Gap National Historical Park                         |         | Un uomo di frontiera che guarda attraverso le montagne del Cumberland verso ovest. | 4 aprile 2016                                                                             | 223 200 000                            | 215 400 000                                | -                                          | 438 600 000                  |
| 33 | Virginia Occidentale          | Harpers Ferry National Historical Park                          |         | Fortino di John Brown | 6 giugno 2016                                                                             | 424 000                                | 434 630 000                                | -                                          | 858 630 000                  |
| 34 | Dakota del Nord               | Theodore Roosevelt National Park                                |         | Theodore Roosevelt a cavallo vicino al fiume Little Missouri. | 29 agosto 2016                                                                            | 223 200 000                            | 231 600 000                                | -                                          | 454 800 000                  |
| 35 | Carolina del Sud              | Forte Moultrie (Monumento nazionale di Forte Sumter)            |         | Il soldato William Jasper restituisce la bandiera del reggimento ai bastioni di Fort Moultrie. | 14 novembre 2016                                                                          | 62 600 000                             | 73 600 000                                 | -                                          | 136 200 000                  |
| 36 | Iowa                          | Effigy Mounds National Monument                                 |         | Una veduta aerea dei tumuli del Marching Bear Group. | 6 febbraio 2017                                                                           | 210 800 000                            | 271 200 000                                | -                                          | 482 000                      |
| 37 | Distretto di Columbia         | Frederick Douglass National Historic Site                       |         | Frederick Douglass seduto alla scrivania con la sua casa in sottofondo. | 3 aprile 2017                                                                             | 185 800 000                            | 184 800 000                                | -                                          | 370 600 000                  |
| 38 | Missouri                      | Ozark National Scenic Riverways                                 |         | Alley Mill | 5 giugno 2017                                                                             | 200 000                                | 203 000                                    | -                                          | 403 000                      |
| 39 | New Jersey                    | Monumento nazionale di Ellis Island (Statua della Libertà)      |         | Una famiglia di immigrati si avvicina a Ellis Island. | 28 agosto 2017                                                                            | 254 000                                | 234 000                                    | -                                          | 488 000                      |
| 40 | Indiana                       | George Rogers Clark National Historical Park                    |         | George Rogers Clark guida i suoi uomini attraverso le pianure allagate che si avvicinano a Fort Sackville. | 3 novembre 2017                                                                           | 180 800 000                            | 196 600 000                                | -                                          | 377 400 000                  |
| 41 | Michigan                      | Pictured Rocks National Lakeshore                               |         | Chapel Rock, con un albero di pino bianco. | 5 febbraio 2018                                                                           | 182 600 000                            | 186 714 000                                | -                                          | 369 314 000                  |
| 42 | Wisconsin                     | Apostle Islands National Lakeshore                              |         | Devils Island con le grotte marine e il faro, e un kayak in primo piano. | 9 aprile 2018                                                                             | 213 400 000                            | 223 200 000                                | -                                          | 436 600 000                  |
| 43 | Minnesota                     | Voyageurs National Park                                         |         | Una strolaga maggiore con una rupe di roccia sullo sfondo. | 11 giugno 2018                                                                            | 197 800 000                            | 237 400 000                                | -                                          | 435 200 000                  |
| 44 | Georgia                       | Cumberland Island National Seashore                             |         | Una garzetta nivea con una palude salata sullo sfondo. | 27 agosto 2018                                                                            | 151 600 000                            | 138 000                                    | -                                          | 299 680 000                  |
| 45 | Rhode Island                  | Block Island National Wildlife Refuge                           |         | Una nitticora sorvola la spiaggia di Cow Cove, con il faro del Nord sullo sfondo. | 13 novembre 2018                                                                          | 159 600 000                            | 159 600 000                                | -                                          | 319 200 000                  |
| 46 | Massachusetts                 | Lowell National Historical Park                                 |         | Una ragazza del mulino che lavora a un telaio elettrico con la torre dell'orologio di Boott Mill fuori dalla finestra. | 4 febbraio 2019                                                                           | 182 200 000                            | 165 800 000                                | 2 000                                      | 350 000                      |
| 47 | Isole Marianne Settentrionali | American Memorial Park                                          |         | Una giovane donna Chamorro al Flag Circle and Court of Honor. | 1º aprile 2019                                                                            | 182 200 000                            | 142 800 000                                | 2 000                                      | 327 400 000                  |
| 48 | Guam                          | War in the Pacific National Historical Park                     |         | Le forze americane sbarcano durante la seconda battaglia di Guam. | 3 giugno 2019                                                                             | 114 400 000                            | 116 600 000                                | 2 000                                      | 233 000                      |
| 49 | Texas                         | San Antonio Missions National Historical Park                   |         | Elementi del real coloniale spagnolo: archi e una campana che simboleggia la comunità, un leone che simboleggia il patrimonio culturale spagnolo, onde che simboleggiano le acque del fiume San Antonio e grano che simboleggia l'agricoltura. | 26 agosto 2019 (data di uscita ufficiale) prima del 20 agosto 2019 (uscita accidentale)   | 129 400 000                            | 142 800 000                                | 2 000                                      | 274 200 000                  |
| 50 | Idaho                         | Frank Church River of No Return Wilderness                      |         | Una barca alla deriva sul fiume Salmon, con la natura selvaggia sullo sfondo. | 4 novembre 2019 (data di uscita ufficiale) prima del 29 ottobre 2019 (uscita accidentale) | 251 600 000                            | 223 400 000                                | 2 000                                      | 475 000                      |
| 51 | Samoa americane               | Parco nazionale delle Samoa americane                           |         | Madre e cucciolo di volpe volante delle Samoa. | 3 febbraio 2020                                                                           | 212 200 000                            | 286 000                                    | 2 000                                      | 498 000                      |
| 52 | Connecticut                   | Weir Farm National Historic Site                                |         | Un artista dipinge all'esterno della Weir Farm. | 6 aprile 2020                                                                             | 155 000                                | 125 600 000                                | 2 000                                      | 280 600 000                  |
| 53 | Isole Vergini Americane       | Salt River Bay National Historical Park and Ecological Preserve |         | Giovane albero di mangrovie rosse. | 1º giugno 2020                                                                            | 515 000                                | 580 200 000                                | 2 000                                      | 1 092 800 000                |
| 54 | Vermont                       | Marsh-Billings-Rockefeller National Historical Park             |         | Giovane ragazza pianta una piantina di abete rosso. | 31 agosto 2020                                                                            | 345 800 000                            | 304 600 000                                | 2 000                                      | 650 400 000                  |
| 55 | Kansas                        | Tallgrass Prairie National Preserve                             |         | Esemplare di Speyeria idalia vola attraverso un prato di Andropogon gerardi | 16 novembre 2020                                                                          | 142 400 000                            | 101 200 000                                | 2 000                                      | 245 600 000                  |
| 56 | Alabama                       | Tuskegee Airmen National Historic Site                          |         | Aviatore dei Tuskegee Airmen in divisa con due Mustang P-51. | 4 gennaio 2021                                                                            |                                        |                                            |                                            |                              |